# Sōtarō Sada
Sōtarō Sada (japanisch 佐田 聡太郎 Sada Sōtarō; * 18. März 1984 in der Präfektur Gunma) ist ein ehemaliger japanischer Fußballspieler.

## Karriere
Sada erlernte das Fußballspielen in der Schulmannschaft der Maebashi Ikuei High School. Seinen ersten Vertrag unterschrieb er 2002 bei Sanfrecce Hiroshima. Der Verein spielte in der höchsten Liga des Landes, der J1 League. Am Ende der Saison 2002 stieg der Verein in die J2 League ab. 2004 wechselte er zum Drittligisten Thespa Kusatsu. Am Ende der Saison 2004 stieg der Verein in die J2 League auf. 2012 wechselte er zum Drittligisten AC Nagano Parceiro. Ende 2012 beendete er seine Karriere als Fußballspieler.